# Erling Kagge
Erling Kagge (Oslo, 15 januari 1963) is een Noorse avonturier, uitgever, auteur, kunstverzamelaar en advocaat. Hij is de eerste persoon die te voet de noordpool, de zuidpool en de top van de Mount Everest heeft bereikt.

## Expedities
In 1990 begon Kagge samen met twee andere avonturiers, Geir en Børge, aan een expeditie naar de noordpool. Hemelsbreed moest het drietal een afstand van 800 km afleggen, op ski's en met hun voorraden op sleeën. De expeditie begon op 8 maart 1990 vanaf Ellesmere-eiland in Canada. Geir blesseerde zich na tien dagen aan zijn rug en moest per vliegtuig worden afgevoerd. Met Børge zette Kagge de tocht voort en bereikte het tweetal de noordpool. Op 4 mei 1990, na 58 dagen, beëindigden ze de expeditie. Niet eerder had iemand een soortgelijke expeditie gemaakt.
In 1993 bereikte Kagge, na een route van 1310 km, als soloreiziger de zuidpool als eerste ter wereld. Het jaar erop volgde de Mount Everest. Hierdoor werd hij de eerste persoon ter wereld die de drie polen ter voet - en dus zonder ondersteuning - had bereikt. Hierna studeerde hij filosofie aan de Universiteit van Cambridge.
Kagge is ook twee keer over de Atlantische Oceaan gevaren, rond Kaap Hoorn en naar het Antarctisch Schiereiland.

## Uitgeverijen en publicaties
In 1996 startte Kagge zijn eigen uitgeverij, eerst Familievennen forlag en later Kagge forlag geheten. De uitgeverij heeft een breed profiel. Ook is Kagge eigenaar van de uitgeverij J.M. Stenersens forlag. De laatstgenoemde is de grootste uitgeverij van Noorwegen op het gebied van non-fictie. In 2022 verkocht Kagge 70 procent van de aandelen in Kagge forlag aan Politiken forlag en behield hiermee zelf 30 procent.
Over zijn expedities scheef Kagge verschillende boeken. Het boek Stillhet i støyens tid is vertaald in 38 talen, waaronder het Nederlands.

## Persoonlijk leven
Kagge is de zoon van jazzjournalist Stein Kagge en redacteur Aase Gjerdrum. In 1989 studeerde hij af als advocaat en werkte hij vervolgens enkele jaren bij Norsk Hydro. Hij heeft drie dochters. Verder is Kagge een kunstverzamelaar van internationale hedendaagse kunst. Inmiddels hebben vier Europese musea tentoonstellingen aan zijn collectie gewijd, namelijk Astrup-Fearnleymuseum voor Moderne Kunst in Oslo, Fondation Vincent van Gogh Arles in Arles, Sala Santander in Madrid en Museion in Bolzano.

### Nederlandstalige uitgaven
- 2016: Onder Manhattan (vertaling van Under Manhattan)
- 2017: Stilte (vertaling van Stillhet i støyens tid)
- 2018: Stilte in tijden van lawaai (herziene uitgave van Stilte)
- 2018: Het plezier van wandelen (vertaling van Å gå)
- 2020: Filosofielessen voor avonturiers (vertaling van Alt jeg ikke lærte på skolen)